# Terebro
Terebro es un género de foraminífero bentónico considerado como nomen nudum e invalidado, aunque considerado perteneciente a la Subfamilia Caucasininae, de la Familia Caucasinidae, de la Superfamilia Delosinoidea, del Suborden Buliminina y del Orden Buliminida. Su rango cronoestratigráfico abarca desde el Oligoceno hasta el Mioceno inferior.	

## Discusión
Clasificaciones previas incluían Tergrigorjanzaella en el suborden Rotaliina del orden Rotaliida. Terebro fue propuesto como un subgénero de Caucasina, es decir, Caucasina (Terebro).

## Clasificación
Terebro incluye a la siguiente especie:
- Terebro prolexla †